# Ористано (округ)
Округ Ористано (итал. Provincia di Oristano, на месном говору, Provìntzia de Aristanis) је округ у оквиру покрајине Сардинија у западној Италији. Седиште округа и највеће градско насеље је истоимени град Ористано.
Површина округа је 3.040 км², а број становника 167.941 (2008. године).

## Природне одлике
Округ Ористано чини источни део острва и историјске области Сардиније. Он се налази у западном делу државе, са изласком на Средоземно море на западу. Округ је у јужном делу равничарски - северни део највеће острвске равнице Кампидано. Остатак округа је планински. На северозападу се издижу највише планине у округу, планине Феру.

## Становништво
По последњим проценама из 2008. године у округу Ористано живи близу 170.000 становника. Густина насељености је мала, око 55 ст/км². Јужни, равничарски део округа је боље насељен, нарочито око града Ористана. Остали део округа, као планински и каменит, је ређе насељен и слабије развијен.
Поред претежног италијанског становништва у округу живе и известан број досељеника из свих делова света.

## Општине и насеља
У округу Ористано постоји 88 општина (итал. Comuni).
Најважније градско насеље и седиште округа је град Ористано (33.000 ст.) у средишњем делу округа, а друго по величини је Тералба (10.000 ст.) у јужном делу округа.